# Heteronardoa
Genre
Heteronardoa est un genre d'étoiles de mer de la famille des Ophidiasteridae. On trouve les deux espèces dans l'Océan Indien, entre 30 et 500 m de profondeur.

## Liste des espèces
Selon World Register of Marine Species (24 février 2021) :
- Heteronardoa carinata (Koehler, 1910) -- Indo-Pacifique tropical (30-120 m)
- Heteronardoa diamantinae Rowe, 1976 -- Océan Indien occidental et Australie occidentale (80-130 m)